# Nicki Sørensen
Nicki Sørensen (* 14. Mai 1975 in Herning) ist ein ehemaliger dänischer Radrennfahrer, der viermal dänischer Meister wurde und je eine Etappe der Tour de France und Vuelta a España gewann.

## Sportliche Laufbahn
Nicki Sørensen wurde 1999 beim Team Chicky World Vertragsfahrer. Nach einigen Siegen bei kleineren Rennen und einer Zwischenstation beim Tem Fakta wechselte er 2001 zum Team CSC (inzwischen Tinkoff) von Bjarne Riis. Mit dieser Mannschaft nahm er zwischen 2001 und 2012 zehnmal an der Tour de France teil. Er unterstützte dabei als Helfer seine Teamkapitäne, wie z. B. Ivan Basso. Seine beste individuelle Platzierung war der 20. Rang bei der Tour de France 2002. Nachdem er im Jahr 2005 einen Etappensieg bei der Vuelta a España erzielt hatte, gewann er am 16. Juli 2009 nach einem geglückten Ausreißversuch die 12. Etappe der Tour de France als Solist. Außerdem konnte er insgesamt vier Mal den dänischen Meistertitel im Straßenrennen gewinnen. Er nahm in den Jahren 2000, 2004, 2008 und 2012 an den Straßenrennen der Olympischen Sommerspiele teil. Sein bestes Ergebnis war 2008 der 25. Platz.
Im August 2014 erklärte Sørensen, dass er seine aktive Radsport-Karriere zum Ende der Saison beenden werde.
Im Juni 2015 gestand Sørensen kurz vor der Veröffentlichung des Anti-Doping-Berichts in Dänemark öffentlich ein, während seiner Zeit als Radsportler gedopt zu haben. Er habe gegenüber der ADD vollständig über seine Dopingpraktiken, die mehr als zehn Jahre zurück lägen, ausgesagt. Er bestritt, dass sein damaliger Teamchef Bjarne Riis involviert gewesen sei. Laut dänischen Medienberichten soll Sørensen zugegeben haben, auch während der Olympischen Spiele 2004 gedopt zu haben.

## Berufliches
2015 wurde Nicki Sørensen Sportdirektor des Teams Tinkoff-Saxo. Im November 2015 wurde bekannt, dass er 2016 neuer Sportlicher Leiter des Cycling Academy Team wird.

## Erfolge
1999
- eine Etappe Rheinland-Pfalz-Rundfahrt

2000
- Rund um die Hainleite
- Gesamtwertung und eine Etappe Circuit des Mines

2003
- Dänischer Meister – Straßenrennen

2005
- Grand Prix d’Ouverture La Marseillaise
- eine Etappe Vuelta a España

2008
- Dänischer Meister – Straßenrennen

2009
- eine Etappe Tour de France
- eine Etappe Post Danmark Rundt

2010
- Dänischer Meister – Straßenrennen

2011
- Dänischer Meister – Straßenrennen

2012
- Gran Premio Beghelli

## Grand-Tour-Platzierungen
| Grand Tour            | 2001 | 2002 | 2003 | 2004 | 2005 | 2006 | 2007 | 2008 | 2009 | 2010 | 2011 | 2012 | 2013 | 2014 |
| --------------------- | ---- | ---- | ---- | ---- | ---- | ---- | ---- | ---- | ---- | ---- | ---- | ---- | ---- | ---- |
| Giro d’ItaliaGiro     | –    | –    | –    | –    | –    | 77   | –    | 34   | –    | 72   | –    | –    | –    | –    |
| Tour de FranceTour    | 49   | 20   | 44   | 88   | 71   | –    | –    | 118  | 31   | 155  | 95   | 99   | –    | –    |
| Vuelta a EspañaVuelta | –    | –    | 87   | –    | 38   | 28   | –    | –    | –    | –    | 120  | 155  | 100  | –    |